# Покайнский лес
Покайнский лес, или лес Покайни (латыш. Pokaiņu mežs), — лесной массив в Наудитской волости Добельского края Латвии, между городом Добеле и селом Иле. В лесу расположены многочисленные скопления камней, из-за чего его называют латвийским Стоунхенджем (latviešu Stonhendža). Он является объектом поклонения балтийских неоязычников.

## Описание
Площадь леса составляет около 400 или 450 га. Лес расположен на холмах и низинах. Холмы сформировались в конце Последней ледниковой эпохи, 16-17 тысяч лет назад.
В лесу имеется множество скоплений камней, расположенных единично, группами и «речками», всего около двух тысяч штук. Происхождение камней достоверно не установлено. По мнению латвийского археолога Яниса Граудониса, они были когда-то в прошлом собраны с полей фермерами. По мнению латвийского археолога Мариса Атгазиса, они являются результатом сельскохозяйственной активности в начале-середине первого тысячелетия.
Многим камням даны названия — «Камень-целитель», «Свадебный камень», «Камень Бога (Диевса)», «Камень отца», «Камень матери» и т. д. — которые написаны на дощечках рядом с ними.
Лес принадлежит государственному акционерному обществу Latvijas valsts meži. В лесу имеются охрана и стоянка для машин, вход в него осуществляется по билетам, там проходят экскурсии и продаются сувениры. Лес входит в официальные туристические маршруты и является направление сакрального туризма. В 2000 году его посетили 20 тысяч человек при населении Латвии в 2 миллиона человек.

## История
Впервые обратил внимание на лес в 1869 году латвийский исследователь Август Биленштейн. В 1930 году Арведс Гусарс (латыш. Arveds Gusārs) из Национального музея истории Латвии зарегистрировал скопления камней как археологический объект, а в 1937 году в лесу начались раскопки. В советское время лес не привлекал общественного внимания, хотя некоторые местные жители верили в его целительные свойства.
После обретения Латвией независимости к лесу привлёк внимание латышский националист и обладатель эзотерических взглядов Иварс Викс (латыш. Ivars Vīks, 1933—2002), который считал лес святилищем древней балтийской цивилизации и космологическим центром, излучающим биоэнергетическую радиацию. В лесу были проложены тропинки и лестницы, а камни были очищены от мха и земли. Некоторым камням было придано вертикальное положение, чтобы они походили на космические антенны, но в целом камни не трогали и скульптуры из них не создавали.